# Отчаянные аферистки
«Отчаянные аферистки» (англ. Queenpins) — американский комедийный фильм 2021 года.

## Синопсис
Главными героинями фильма являются Конни Камински и Джоанна «ДжоДжо» Джонсон. Они открыли сайт Savvy Super Saver (Супер Мега Экономия), на котором продают купоны. Узнав про их схему, отвечающий за предотвращение ущерба гиперрмакетов Кен Миллер и почтовый инспектор Саймон Килмурри собираются их остановить.

## В ролях
| Актёр                | Роль             |
| -------------------- | ---------------- |
| Кристен Белл         | Конни            |
| Кирби Хауэлл-Баптист | ДжоДжо           |
| Пол Уолтер Хаузер    | Кен              |
| Винс Вон             | Саймон           |
| Джоэл Макхейл        | Рик Камински     |
| Биби Рекса           | Темпе Тина       |
| Дайо Окенийи         | Эрл              |
| Грета Оглсби         | Мама Джози       |
| Джек Макбрайер       | Агент Парк       |
| Энни Мумоло          | Кристал          |
| Стивен Рут           | Агент Флэнаган   |
| Пол Раст             | Альберт Андерсон |
| Тимм Шарп            | Торговец оружием |
| Эдуардо Франко       | Кассир           |

## Отзывы
На сайте-агрегаторе рецензий Rotten Tomatoes фильм имеет рейтинг 47 % со средней оценкой 5,4 из 10 на основе 62 отзывов. Тара Беннетт из IGN поставила картине 6 баллов из 10 и отметила лёгкую химию между Конни и ДжоДжо. Эми Николсон из Variety назвала фильм милой сатирой на капитализм. Энджи Хан из The Hollywood Reporter сравнила Конни с Робин Гудом.